# 弗朗齐歇克·季卡尔
弗朗齐歇克·季卡尔（捷克語：František Tikal，1933年7月18日—2008年8月10日），捷克男子冰球运动员。他曾代表捷克斯洛伐克参加1960年和1964年冬季奥林匹克运动会冰球比赛，其中1964年冬季奥运会获得一枚铜牌。